# كيث ماكديرموت
كيث ماكديرموت (بالإنجليزية: Keith McDermott)‏ (28 سبتمبر 1953، هيوستن في الولايات المتحدة)؛ ممثل وروائي أمريكي. درس في جامعة أوهايو.

## روابط خارجية
- كيث ماكديرموت على موقع IMDb (الإنجليزية)
- كيث ماكديرموت على موقع قاعدة بيانات برودواي على الإنترنت (الإنجليزية)
- كيث ماكديرموت على موقع قاعدة بيانات الفيلم (الإنجليزية)